# Кругляков, Эдуард Павлович
Эдуа́рд Па́влович Кругляко́в (22 октября 1934, Краснодар — 6 ноября 2012, Новосибирск) — российский физик-экспериментатор, доктор физико-математических наук, академик РАН (1997), сотрудник Института ядерной физики Сибирского отделения АН СССР (РАН). Советник РАН, член бюро Отделения физических наук РАН. Председатель Комиссии по борьбе с лженаукой и фальсификацией научных исследований. Лауреат Государственной премии СССР (1986).

## Биография
В 1958 году Эдуард Кругляков окончил радиофизический факультет Московского физико-технического института, по приглашению Г. И. Будкера поступил в только что созданный Институт ядерной физики СО РАН (Новосибирск).
В 1975 год защитил докторскую диссертацию (тема: «Удержание плазмы в многопробочном магнитном поле»).
С 1975 по 2005 год работал заведующим лабораторией, а в 1988—2005 годах — заместителем директора Института ядерной физики Сибирского отделения АН СССР (РАН). С 2005 года и до конца жизни являлся советником РАН.
До своей кончины руководил кафедрой физики плазмы в НГУ. Был женат, имел двух детей.
Скончался на 79-м году жизни 6 ноября 2012 года в Новосибирске после продолжительной болезни.

## Научная деятельность
- 1960-е годы: работа по созданию невозмущающих (бесконтактных) методов диагностики плазмы, в том числе разработка и внедрение в эксперимент лазерных методов диагностики высокотемпературной плазмы. За работы, связанные с внедрением в эти исследования методов оптической интерферометрии, за эксперименты по измерению электронной температуры и плотности в потоке быстро движущейся плазмы, впервые проведённые измерения нагрева плазмы за фронтом бесстолкновительной ударной волны, в 1986 году Э. П. Круглякову была присуждена Государственная премия СССР.
- 1970-е годы: участие в экспериментальном определении предельной электрической прочности воды. Практическим результатом этих работ явилось повышение электрической прочности воды в 4—5 раз (эквивалентно росту энергосодержания единицы объёма воды примерно в 20 раз). В 1972—1975 годах экспериментальная группа, возглавляемая Э. П. Кругляковым, провела изящный эксперимент по удержанию плазмы в многопробочной магнитной ловушке, в результате чего были подтверждены основные идеи принципа многопробочного удержания плазмы, предложенного Г. И. Будкером, В. В. Мирновым и Д. Д. Рютовым.
- Дальнейшие работы Э. П. Круглякова, связанные с изучением коллективных эффектов в плазме, проводились на созданных под его руководством установках ГОЛ-1 (первая в СССР установка, на которой начинал отработываться процесс автоматизации термоядерного эксперимента) и ГОЛ-М. На этих установках создавались первые системы управления, контроля параметров, высокочувствительные помехоустойчивые измерительные системы с высоким временным разрешением, первые аналого-цифровые преобразователи.
- Широкую известность получили выполненные под руководством Э. П. Круглякова исследования сильной ленгмюровской турбулентности в плазме, которые дали ряд результатов, важных для понимания физики плазмы, нагреваемой сильноточным релятивистским электронным пучком. За цикл этих исследований академику Э. П. Круглякову и доктору физико-математических наук Л. Н. Вячеславову была присуждена премия РАН имени Л. А. Арцимовича.
- В последние годы Э. П. Кругляков возглавлял в Институте ядерной физики научное направление — исследования по физике плазмы и проблеме управляемого термоядерного синтеза.

## Популяризация науки и общественная деятельность
С 1998 года Э. П. Кругляков возглавлял Комиссию РАН по борьбе с лженаукой и фальсификацией научных исследований.
Эдуард Кругляков — автор ряда научно-популярных статей и публикации, направленных на борьбу с лженаукой, которые получили широкий общественный резонанс. Им опубликованы четыре научно-популярных книги: «Что же с нами происходит?», «„Ученые“ с большой дороги» (№ 1, 2 и 3). В 2005 году Э. П. Круглякову Президиумом РАН присуждена премия РАН «За лучшие работы по популяризации науки».
Кругляков считал атомную энергетику более экологичным способом получения энергии, нежели с помощью угля и газа.
В 2006 году по инициативе и под прямым руководством Круглякова в издательстве «Наука» начал издаваться регулярный бюллетень «В защиту науки».
В 2007 году Эдуард Кругляков выступил одним из авторов Письма десяти академиков.

## Основные работы

### Монографии
Динамика плазмы, в многопробочной магнитной системе. (соавт. Данилов В. В.) Новосибирск, 1974

### Научно-популярные книги
- Кругляков Э. П. Что же с нами происходит? — Новосибирск: Изд-во СО РАН, 1998. — 167 с. — ISBN 5-7692-0170-3.
- Кругляков Э. П. «Учёные» с большой дороги. — М.: Наука, 2001. — 321 с. — ISBN 5-02-013116-4.
- Кругляков Э. П. «Учёные» с большой дороги-2. — М.: Наука, 2005. — 336 с. — ISBN 5-02-034942-9.
- Кругляков Э. П. «Учёные» с большой дороги-3. — М.: Наука, 2009. — Т. 3. — С. 3. — 357 с. — ISBN 978-5-02-037043-2.

### Публицистика
- Кругляков Э. П. Так куда же мы идём? или Вперёд в Средневековье! // «Природа» : журнал. — 2006. — № 3.
- Кругляков Э. П. Одичание // «Наука в Сибири» : журнал. — 2009. — 12 марта (№ 10). — С. 4.
- Кругляков Э. П. Одичание (окончание) // «Наука в Сибири» : журнал. — 2009. — 19 марта (№ 11). — С. 8—9.
- Кругляков Э. П. Совместимы ли мракобесие и инновации? // «Троицкий вариант — Наука» : газета. — 2012. — 20 ноября (№ 23). — С. 8—9.

## Награды
- Государственная премия СССР
- Орден «Знак Почёта»
- Орден Дружбы
- Орден «Общественное признание»
- Премия РАН имени Л. А. Арцимовича
- Премия РАН «За лучшие работы по популяризации науки»

## Память

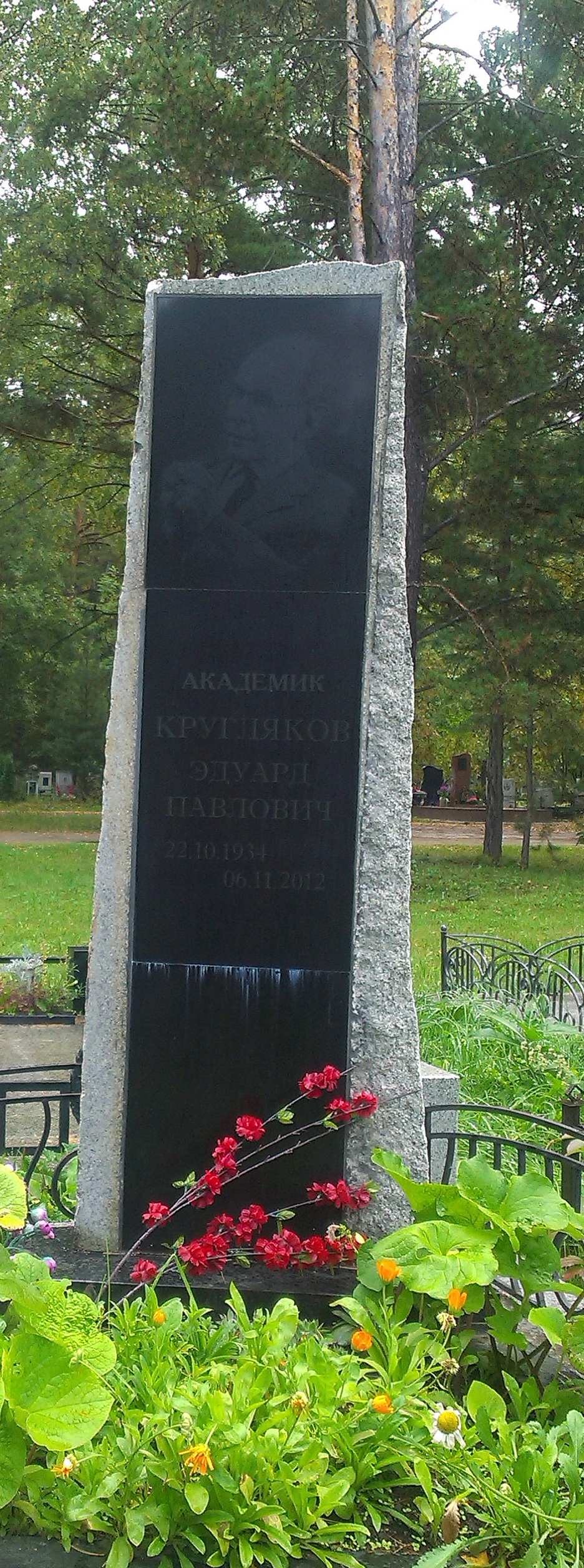
Могила Э. Круглякова на Южном кладбище

Похоронен на Южном кладбище Новосибирска.